# Inês Henriques
Inês Pereira Henriques (Santarém, 1 de maig de 1980) és una atleta portuguesa especialitzada en marxa atlètica.
L'any 2010 va aconseguir la medalla de bronze a la Copa del Món de Marxa Atlètica, celebrada a la ciutat mexicana de Chihuahua.
Henriques ha participat en dues ocasions als Jocs Olímpics. La primera va ser als Jocs Olímpics d'Atenes 2004, en els quals va acabar en el lloc 25. En la seva segona participació, aquesta vegada als Jocs Olímpics de Londres 2012, en els quals va ocupar el lloc 15.
| Millors marques personals | Millors marques personals | Millors marques personals      | Millors marques personals |
| Distància                 | Temps                     | Lloc                           | Data                      |
| ------------------------- | ------------------------- | ------------------------------ | ------------------------- |
| 3.000 m. PC               | 12:25.36                  | Pombal, Portugal               | 16 de febrer de 2013      |
| 3.000 m.                  | 12:38.75                  | Alcanena, Portugal             | 25 de febrer de 2007      |
| 5.000 m.                  | 21:38.05                  | Abrantes, Portugal             | 10 de juny de 2010        |
| 5 km.                     | 22:08                     | Ferreira do Zêzere, · Portugal | 4 de juny de 2006         |
| 10.000 m.                 | 43:22.05                  | Seixal, Portugal               | 19 de juliol de 2008      |
| 10 km.                    | 43:09                     | Pequín, R.P. de la Xina        | 18 de setembre de 2010    |
| 20.000 m.                 | 1h:31:23.7                | Lisboa, Portugal               | 31 de juliol de 2004      |
| 20 km.                    | 1h:29:30                  | La Corunya, Espanya            | 1 de juny de 2013         |
| PC - Pista Coberta        |                           |                                |                           |